# Gastromicans hondurensis
Gastromicans hondurensis là một loài nhện trong họ Salticidae.
Loài này thuộc chi Gastromicans. Gastromicans hondurensis được Elizabeth Maria Gifford Peckham & George William Peckham miêu tả năm 1896.